# Sugar Hill Records
Sugar Hill Records was een Amerikaans hiphop-platenlabel, gevestigd in Englewood. Het label was van 1979 tot 1986 actief en was opgericht door Joe en Sylvia Robinson.
Het echtpaar Robinson had sinds de jaren 60 een eigen opnamestudie genaamd All Platinum. Eind jaren 70 namen ze hier het rapnummer Rapper's Delight op met Big Bank Hank en twee andere rappers. Als groepsnaam werd gekozen voor de Sugar Hill Gang. De naam van de studio werd hierna veranderd in Sugar Hill.
De opnamestudie geldt als de geboorteplaats van de rapmuziek. Tot 1979 vond rap alleen plaats in live optredens en werd de muziek niet door platenfirma's opgenomen. Het nummer Rapper's Delight wordt beschouwd als het beginpunt van rapmuziek in de muziekindustrie. De term hiphop zou eveneens afkomstig zijn van dit nummer.
De studio nam hierna nummers op voor artiesten als Grandmaster Flash en Crash Crew. Door de toenemende competitie van grote labels en door problemen met de distributie en rechtszaken raakte Sugar Hill zijn vooraanstaande positie echter kwijt. In 1986 stopte het label met zijn activiteiten.
De studiogebouwen brandden in 2002 af.